# 尼克拉斯·埃里克松
尼克拉斯·埃里克松（瑞典語：Niklas Eriksson，1969年2月17日—），瑞典男子冰球运动员。他曾代表瑞典国家队参加1994年冬季奥林匹克运动会冰球比赛，获得一枚金牌。退役后他成为教练。